# Allan Cunningham
Allan Cunningham (13 de julio de 1791-27 de junio de 1839) fue un botánico pteridólogo algólogo y explorador británico.

## Biografía
Allan Cunningham nació en Wimbledon actualmente dentro del Gran Londres. Fue elegido por Joseph Banks para viajar al exterior para recolectar plantas para el Real Jardín Botánico de Kew. 
A Allan Cunningham se le conoce principalmente debido a los viajes que hizo a Nueva Gales del Sur para recolectar plantas. Anteriormente entre 1814 y 1816, había estado en Brasil, llegando a Australia en diciembre de ese año. Entre otros viajes exploratorios, en 1817 se unió a la expedición de John Oxley a los ríos Lachlan y Macquarie, y entre 1817 y 1820 viajó como botánico de a bordo del equipo en el barco HMS Mermaid. También participó en una expedición a lo que hoy es Canberra en 1824. Visitó Nueva Zelanda en 1826.
En 1827 Allan Cunningham partió desde el tramo superior del Hunter River para explorar la zona más al interior, descubriendo los Darling Downs. Cuando en 1828 volvía desde Brisbane descubrió el Cunningham's Gap (Paso de Cunningham ). Allan Cunningham viajó por la mano derecha del paso por donde actualmente pasa la autopista, a mano izquierda de la pequeña población de Aratula. El "Paso" de Spicer's Gap que se encuentra paralelo al "Paso" de "Cunningham's Gap" actualmente también se utiliza como paso de vehículos. En 1829 exploró el río Brisbane River. 
En 1831 hizo el viaje de vuelta a Inglaterra, y en 1837 volvió a Australia como "Gobernador Botánico", dimitiendo del cargo al año siguiente. Su tumba se encuentra en el Real Jardín Botánico de Sídney.

## Honores

### Epónimos
La autopista Cunningham Highway se denomina así en su honor, así como el "Paso" de Cunningham's Gap o la especie Araucaria cunninghamii. Allan Cunningham puso el nombre de los Darling Downs, y de los ríos de Condamine, Dumaresq y Gwydir además del McPherson Range, y el de los montes Cordeaux y Mitchell.

## Descripciones de géneros y especies

### Géneros
- Ackama A.Cunn. ; de plantas epífitas de Nueva Zelanda
- Alseuosmia A.Cunn. (1838); de Nueva Zelanda
- Corokia A.Cunn.
- Homoranthus A.Cunn. ex Schauer de la familia (Myrtaceae: Chamelaucieae)

### Especies
- Acacia aulacocarpa A.Cunn. de la familia Fabaceae
- Acacia auriculiformis A.Cunn. ex Benth.
- Acacia calyculata A.Cunn. ex Benth.
- Acacia ligulata A.Cunn. ex Benth.
- Acacia lycopodiifolia A.Cunn. ex Hook.
- Acacia podalyriaefolia A.Cunn. ex. G.Don
- Acacia polystachya A.Cunn.
- Acacia rubida A.Cunn.
- Acacia stenophylla A.Cunn. ex Benth.
- Acacia vomeriformis A.Cunn.
- Capparis gibbosa A.Cunn.
- Cassinia argophylla A.Cunn. ex DC. 1838
- Castanospermum australe A.Cunn.
- Crinum norfalkianum A.Cunn.
- Cymbidium iridifolium A.Cunn. 1839
- Daviesia ulicina Sm. var. ruscifolia (A.Cunn. ex Benth.) J.M.Black 1924
- Elatine gratioloides A.Cunn. de la familia (Elatinaceae)
- Epilobium alsinoides A.Cunn.
- Epilobium pedunculare A.Cunn.
- Erythrorchis cassythoides (A.Cunn.) Garay 1986
- Eryngium ovinum A.Cunn.
- Eucalyptus subulata A. Cunn.
- Freycinetia banksii A. Cunn.
- Grevillea robusta A. Cunn. de la familia Proteaceae.
- Grevillea umbratica A. Cunn. ex. Meissner.
- Helichrysum baxteri A.Cunn. ex DC.
- Kunzea phylicoides (A.Cunn. ex Schauer) Druce
- Myrsine divaricata A.Cunn.
- Quintinia serrata A.Cunn.
- Grevillea robusta A.Cunn.

## Obras
- "Natural history appendix". Cunningham, A. [Botany] pp. 497-565 In: P.P. King, Narrative of a Survey of the Intertropical and Western Coasts of Australia Performed Between the Years 1818 and 1822. John Murray, London. (1827).

- La abreviatura «A.Cunn.» se emplea para indicar a Allan Cunningham como autoridad en la descripción y clasificación científica de los vegetales.[2]